# Mercado Matadero Franklin
El Mercado Matadero Franklin está ubicado en el Barrio Franklin, que fue el principal centro de faenamiento y de compra y venta de animales de Santiago de Chile durante gran parte de los siglos XIX y XX.

## Contexto actual

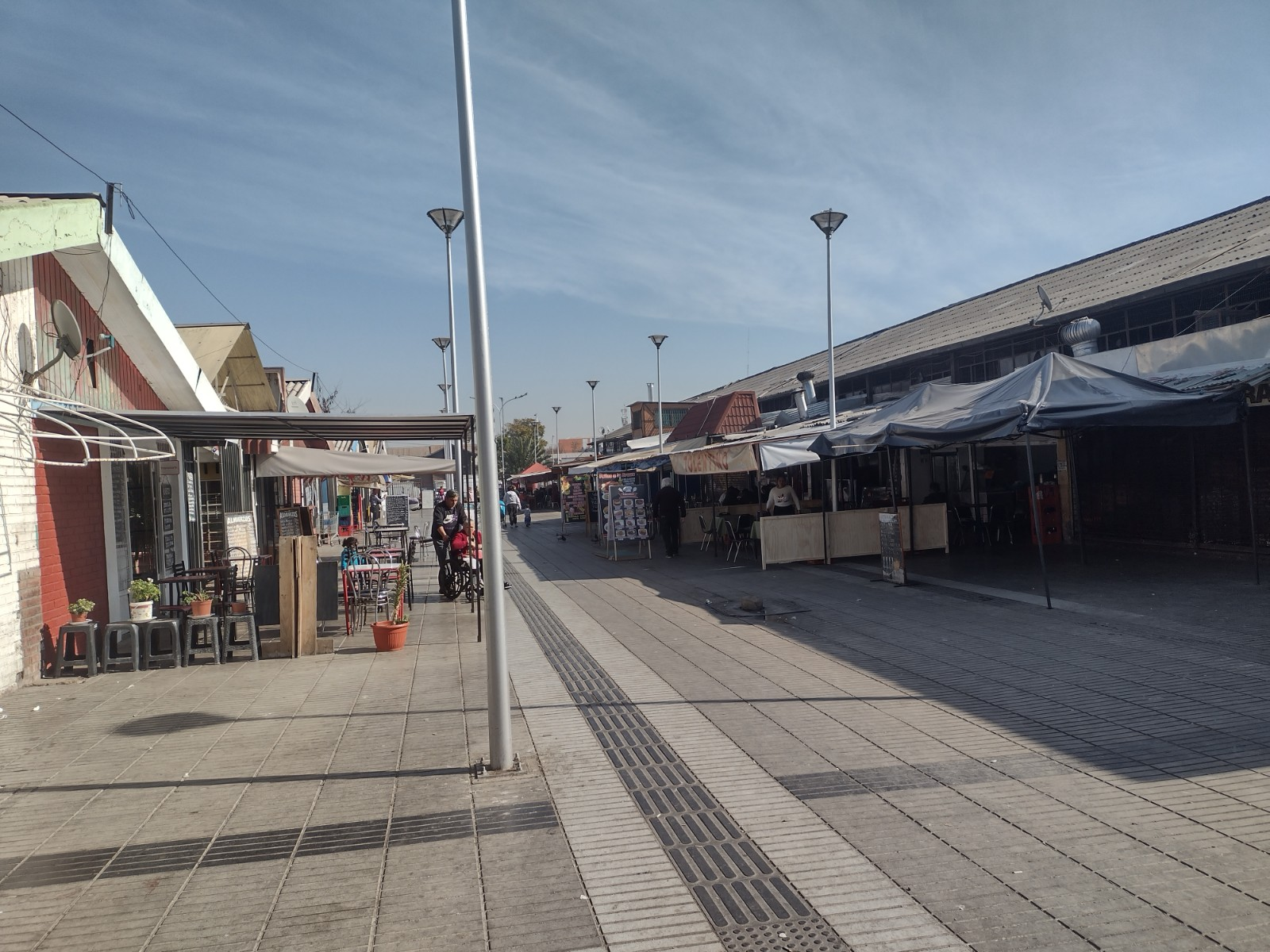
Entrada al matadero Franklin

Ubicado en la zona sur, el barrio Franklin concentra aproximadamente 4.500 locales comerciales, distribuidos entre las calles Franklin, Placer, San Diego y San Isidro. se concentran talleres, pequeñas y grandes empresas, comercios minoristas y depósitos de fábricas. Dentro de la manzana que ocupó el Matadero aún se mantiene el Mercado Franklin y sus pilastras, calles donde abunda el comercio de carnes, verduras, frutas y abarrotes, siendo hasta la fecha uno de los centros de abastecimiento más importantes de la zona sur de Santiago. Actualmente debe su fama a la próspera actividad comercial del sector, cobijada por el Persa BíoBío, donde se ofertan productos y servicios gastronómicos, textiles, tecnológicos, antigüedades, entre otros. Mantiene las puertas abiertas todos los días de la semana, siendo tradicional su visita los sábados y domingos debido a sus ferias libres y al comercio formal e informal.

## Historia

### Inicios

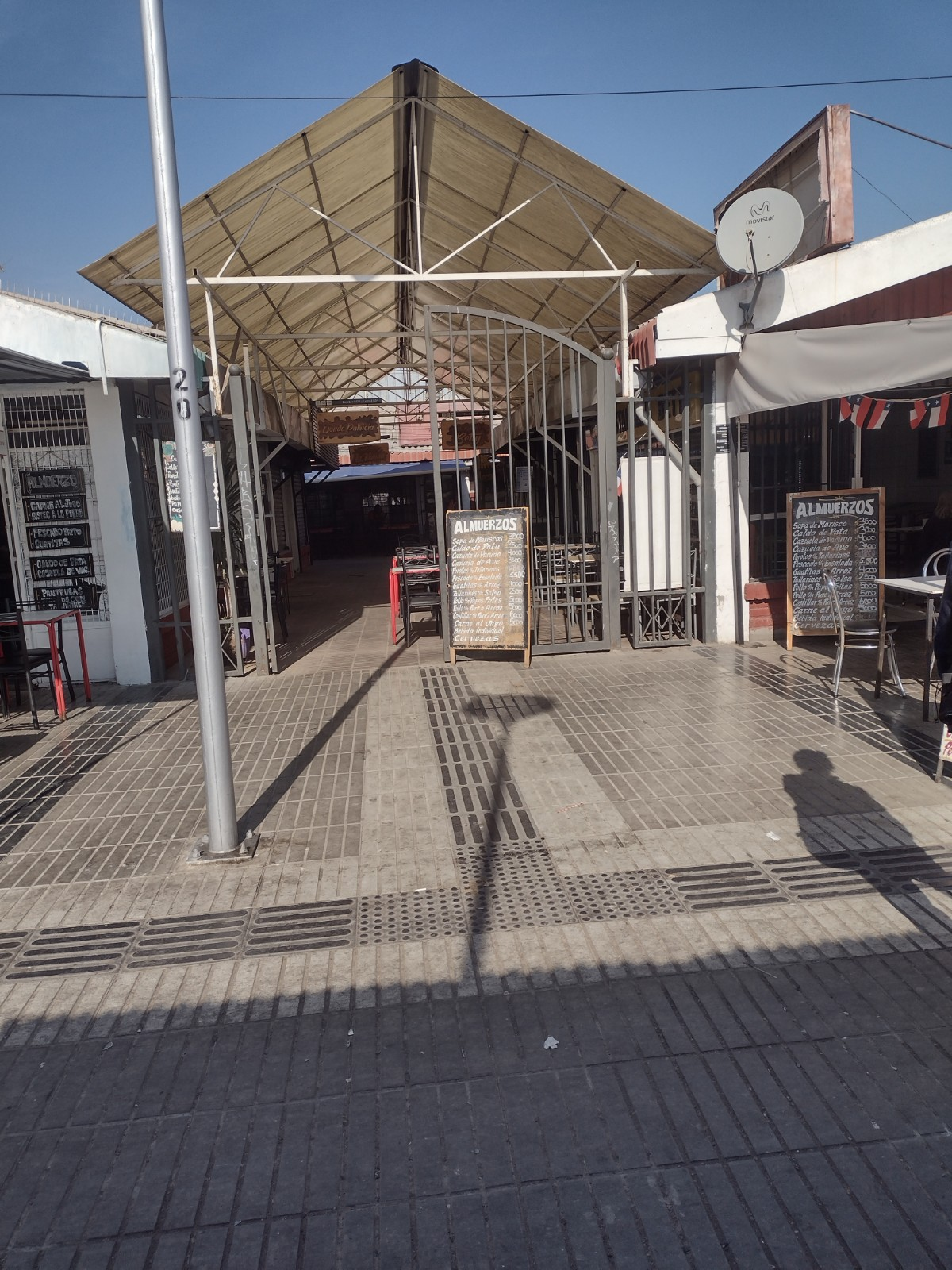
Cocinerías típicas del barrio Franklin

El barrio Matadero-Franklin se forma en 1847 con la construcción del matadero público entre el zanjón de la Aguada y la calle San Diego gracias a la compra y donación de los terrenos a la Municipalidad de Santiago, por parte del empresario Antonio Jacobo Vial. Allí se edificó el centro de faenamiento y distribución de carnes. Paralelamente, Vial construyó en sus cercanías la Población Matadero, el primer conjunto de viviendas urbanas del sector.  
Con la instauración del Tren de Circunvalación en 1890 se construye la Estación San Diego a una cuadra del Matadero. Con esto se hace posible una conexión entre el sur con el enlace directo a la Estación Central, permitiendo un mejor flujo y acceso a las mercancías y animales de las provincias del país. Conocida como la “Estación Matadero”, funcionó hasta la década del setenta del siglo pasado, cuando este ferrocarril fue completamente desmantelado  

### Modernización
El siglo XX estuvo marcado por el constante aumento de la población de Santiago, con el consiguiente aumento de la demanda de carne. Este escenario generó la necesidad de modernizar el Matadero para que estuviera a la altura de una ciudad en constante crecimiento. Fue por ello que en 1912  se construyeron nuevos pabellones en función de la producción por separado y en serie de cada tipo de animal faenado. La obra se ejecutó completamente en hormigón armado, siendo responsables los arquitectos Hermógenes del Canto y Alberto Schade. No obstante, el proceso contó con una escasa mecanización quedando gran parte del trabajo en manos de los obreros.

### Mala fama
Hacia 1900 el Matadero y su vecindario tenían una importante población y, pese a su lejanía del centro, el barrio era considerado como subdelegación urbana. No obstante, tenía muy mala fama, debido a la delincuencia, las pestes y epidemias resultantes de la poca higiene del barrio, las industrias que cobijaba y su ubicación geográfica. Debido a esto los hombres que trabajaban en el Matadero eran vistos como pendencieros e insensibles al dolor ajeno por su trabajo de matarifes.
Las viviendas del barrio estaban conformadas por conventillos y ranchos de mala calidad que albergaban a la masa de trabajadores en completa hacinación y malas condiciones. Esto, sumado a que el límite sur del sector deslindaba con el Zanjón de la Aguada, un ancho canal de aguas insalubres que favoreció el surgimiento y la propagación de epidemias de viruela, cólera y tuberculosis que rápidamente se expandían por la zona debido a la poca higiene.
A inicios del siglo XX el estado levantó iniciativas para solventar la precaria situación del barrio, consistentes en la construccione de poblaciones obreras higienizadas. Primero fue la Población Huemul inaugurada en 1911, luego vendría la Población Matadero en 1912. El carácter popular del barrio y su tradicional faceta industrial florecería con la construcción de estas poblaciones, donde se instalarían talleres e industrias desde finales del siglo 19.

### Decadencia y cierre
Chile fue uno de los países más afectados por la crisis de 1929. Para hacer frente a la crisis que azotaba al país, la gente salió a calles a vender sus productos. Así, El barrio-matadero empieza a expandir su rubro al comercio ambulante, originando el llamado 'mercado persa'. Este proceso se acelera con el cierre del matadero del barrio franklin y la apertura del nuevo matadero en Lo Valledor en 1969, respondiendo a la necesidad de modernizar los procesos y la infraestructura ante el aumento de la demanda de carne y para terminar con los históricos problemas de higiene e infraestructura deficiente. Posteriormente un incendio consumió parte del matadero y el mercado municipal el 11 de enero de 1976.
Los extensos galpones del  Persa BíoBío aparecerian en 1982 cuando la Municipalidad de Santiago se los cede a los vendedores ambulantes, generándose un extenso mercado para el regateo. Posteriormente en los '90 fueron techados los  grandes patios del mercado persa, extendiéndose hasta San Diego, confirmándolo como uno de los centros comerciales más importantes de Santiago. De la época del matadero Franklin sobreviven más de veinte carnicerías que se ubican en uno de los  recintos techados. Fue particularmente afectado por la crisis Subprime del 2009 que obligó a cerrar más de 800 locales.